# DCX (zespół)
Warp Brothers – fiński zespół dance. Został utworzony w marcu 1997 roku, jego członkami są Ari Myllymäki, Joel Kalsi i Olli Lintuniemi.

## Dyskografia

### Albumy studyjne
| Rok  | Dane dot. albumu                                                                    |
| ---- | ----------------------------------------------------------------------------------- |
| 2007 | Flying High - Wydany: 2007 - Wytwórnia: Edel Records - Format: CD, digital download |
| 2015 | Sampled Stories - Wydany: 1 grudnia 2015 - Format: Digital download                 |

### EP
| Rok  | Dane dot. albumu                                                  |
| ---- | ----------------------------------------------------------------- |
| 2012 | Collector’s EP - Wydany: 30 lipca 2012 - Format: Digital download |
| 2016 | Eurodance EP - Wydany: 27 maja 2016 - Format: Digital download    |

### Single
| Rok                          | Tytuł                           | Najwyższe pozycje na listach | Album       |
| Rok                          | Tytuł                           | FIN                          | Album       |
| ---------------------------- | ------------------------------- | ---------------------------- | ----------- |
| 1997                         | „And the Base Kicks”            | –                            | –           |
| 1999                         | „Flying High”                   | –                            | Flying High |
| 2006                         | „Hold Me”                       | 5                            | Flying High |
| 2006                         | „Poor Romeo”                    | 4                            | Flying High |
| 2007                         | „Don’t Break My Heart”          | 19                           | Flying High |
| 2007                         | „Knowing Me, Knowing You”       | 5                            | Flying High |
| 2007                         | „Fortune & Fate”                | –                            | Flying High |
| 2009                         | „Bang Bang Bang”                | –                            | –           |
| 2011                         | „Fallen Angel”                  | –                            | –           |
| 2012                         | „Erase You”                     | –                            | –           |
| 2012                         | „Lightyears”                    | –                            | –           |
| 2014                         | „Keep on Dancing”               | –                            | –           |
| 2015                         | „Fantasy (Dance with You)”      | –                            | –           |
| 2015                         | „Out of My Head” (Tina Cousins) | –                            | –           |
| 2016                         | „Flames”                        | –                            | –           |
| 2016                         | „Return to the Island”          | –                            | –           |
| 2016                         | „Breaking Free” (Tina Cousins)  | –                            | –           |
| "–" singel nie był notowany. |                                 |                              |             |